# Маткобожик, Александр Иванович
Алекса́ндр Ива́нович Маткобо́жик (укр. Олександр Іванович Маткобожик; род. 3 января 1998, Ковель, Волынская область) — украинский футболист, защитник

## Биография
Воспитанник ДЮСШ посёлка Люблинец, первый тренер — Юрий Мазур. В турнирах ДЮФЛ Украины выступал за владимир-волынский «BRW-ВИК» (80 игр, 6 голов)
В начале 2016 года подписал контракт с кировоградской «Звездой», однако чемпионском для команды сезоне 2015/2016 в Первой лиге Украины ни одной игры не провёл. После выхода «Звезды» в Премьер-лигу выступал преимущественно за молодёжную и юношескую команды клуба. В основном составе дебютировал 16 октября 2016 года, выйдя на замену вместо Андрея Бацулы на 90-й минуте домашнего матча против полтавской «Ворсклы»
В 2014 году вызывался Владимиром Цыткиным в юношескую сборную Украины (до 16-ти лет), за которую провёл 3 матча. В октябре 2017 года был вызван Александром Головко в молодёжную сборную.
В 2019 году подписал контракт с клубом «Волынь». В составе команды провёл полгода и не сыграл за неё ни одного официального матча.
Летом 2019 года стал игроком закарпатского «Миная».